# Feuerwehr Mühlhausen
Die Feuerwehr Mühlhausen besteht aus einer Berufsfeuerwehr mit einem Standort und der Freiwilligen Feuerwehr mit acht Standorten im gesamten Stadtgebiet. Organisatorisch unterstellt ist die Feuerwehr dem Fachbereich 5 und dessen Fachdienst 5.3 – Brandschutz der Stadt Mühlhausen. Zu ihren Aufgaben gehört der vorbeugende und abwehrende Brandschutz, die Technische Hilfeleistung und der Katastrophenschutz.

## Geschichte
Im 16. und vor allem am Ende des 17. Jahrhunderts fielen weite Stadtteile Mühlhausens den Flammen zum Opfer, was 1767 zu einer Feuerordnung führte, welche 1833 und 1856 nochmals überarbeitet wurde. Als Folge wurde 1835 mit der Gründung eines Rettungsvereins der Stein zur Rettung von Menschenleben, Vieh und beweglichem Eigentum gesetzt und Mitte des 18. Jahrhunderts wurde jeder Bürger zur Leistung von Feuerlöschdienste verpflichtet. Die erste Erwähnung einer Mühlhäuser Feuerwehr ist auf den 15. September 1862 datiert und wurde im Kreisblatt (KrBl) veröffentlicht. In ihr wird die Bildung einer Turnerfeuerwehr bekannt gegeben, welche aus der Turnergemeinde Mühlhausen hervorging und zu Beginn 95 Mitglieder hatte.
Im Jahr 1871 erfolgte die Änderung der Feuerordnung in eine Feuerwehrsatzung und damit die Umbenennung der Turnerfeuerwehr in „Freiwillige Feuerwehr Mühlhausen“. Ihr 50-jähriges Bestehen beging die Feuerwehr im Jahr 1912, welche zu dieser Zeit eine Mannstärke von 105 aufwies. Die erste Motorspritze für die Feuerwehr konnte 1923 durch Spenden beschafft und drei Jahre später der erste Mannschaftsgerätewagen der Marke Dixi in Dienst gestellt werden. Eine Automobildrehleiter „DL 26“ folgte 1929. Die erste Berufsfeuerwehr wurde 1948 gegründet aber am 17. September 1966 wieder aufgehoben und unter der Führung der Volkspolizei von der Freiwilligen Feuerwehr übernommen.
Am 18. September 1990 gründete sich der Feuerwehrverein Mühlhausen e.V. und im selben Jahr erfolgte die Anstellung von vier hauptamtlichen Kräften für den Bereich Feuerwehr in der Stadt. In den Folgejahren wurde eine neue Feuerwache errichtet, mehrere Einsatzfahrzeuge und neue Schutzausrüstung erworben. Im Jahr 2002 beging die Feuerwehr ihr 140-jähriges Bestehen mit einem großen Festakt. 2018 erfolgte dann die Umwandlung der hauptamtlichen Kräfte zu einer 29-köpfigen Berufsfeuerwehr.

## Berufsfeuerwehr
Die Berufsfeuerwehr Mühlhausen ist eine der jüngeren Berufsfeuerwehren in Thüringen und hat 28 Beamte im mittleren und einen Beamten im gehobenen feuerwehrtechnischen Dienst. Ihren Standort hat sie am Bastmarkt und teilt sich die Feuerwache mit der Freiwilligen Feuerwehr Kernstadt Mühlhausen. Je Wachschicht sind 9 Beamte eingeteilt, am Tag zusätzlich der Leiter der Berufsfeuerwehr und der Beamte für den vorbeugenden Brandschutz, welche in einer 24-Stunden-Schicht von 7 bis 7 Uhr Dienst haben. Während der aktiven Arbeitszeit verrichten die Beamten neben der Einsatzabarbeitung weitere Arbeiten in der Atemschutz-, Schlauch- und Feuerlöscherwerkstatt und warten die Einsatzfahrzeuge und Technik.

### Aufgaben
Das Aufgabenspektrum der Berufsfeuerwehr Mühlhausen ist auch wegen der Mannstärke auf folgende Bereiche begrenzt:
- Kleineinsätze (zu denen gesicherte Erkenntnisse vorliegen)
- Container- und Kleinbrände
- Technische Hilfeleistungen (Ölspuren, kleinere Verkehrsunfälle, lose Dachziegeln usw.)
- Tierrettung

### Fahrzeuge und Technik
Auf der Feuerwache am Bastmarkt sind 13 Einsatzfahrzeuge stationiert, welche sowohl von der Berufsfeuerwehr als auch von der Freiwilligen Feuerwehr der Stadt besetzt und genutzt werden. Zu diesem Fahrzeugpool gehört unter anderem:
| Fahrzeugtyp                           | Kürzel    | Funkrufname           |
| Kommandowagen                         | KdoW      | Florian Mühlhausen 10 |
| Einsatzleitwagen 1                    | ELW 1     | Florian Mühlhausen 11 |
| Mehrzweckfahrzeug                     | MZF       | Florian Mühlhausen 14 |
| Mannschaftstransportfahrzeug          | MTF       | Florian Mühlhausen 19 |
| Tanklöschfahrzeug 20/40               | TLF 20/40 | Florian Mühlhausen 24 |
| Drehleiter mit Korb 23-12             | DLK 23/12 | Florian Mühlhausen 33 |
| Löschgruppenfahrzeug 20/20            | LF 20/20  | Florian Mühlhausen 46 |
| Gerätewagen Atemschutz/Strahlenschutz | GW A/S    | Florian Mühlhausen 56 |
| Gerätewagen Messtechnik               | GW-Mess   | Florian Mühlhausen 57 |
| Schlauchwagen 2000                    | SW 2000   | Florian Mühlhausen 62 |
| Gerätewagen Nachschub                 | GW-N      | Florian Mühlhausen 67 |
| Rüstwagen                             | RW        | Florian Mühlhausen 72 |
| Gerätewagen Tierrettung               | GW-Tier   | Florian Mühlhausen 73 |

## Freiwillige Feuerwehr
Die Freiwillige Feuerwehr der Stadt Mühlhausen setzt sich aus 8 Stadtteilwehren und 166 Mitgliedern zusammen. Stadtteilwehren werden neben der Kernstadt Mühlhausen in den Ortsteilen Bollstedt, Felchta, Görmar, Grabe, Höngeda, Saalfeld und Seebach vorgehalten. Für die Bewältigung der Einsätze steht den Wehren ein Löschgruppenfahrzeug 8/6 (LF 8/6), ein Tanklöschfahrzeug 24/48 (TLF 24/48), ein Löschgruppenfahrzeug 16/16 (LF 16/16), fünf Kleinlöschfahrzeuge-Thüringen (KLF-Th) und ein Einsatzfahrzeug technische Gruppe (ETG) zur Verfügung.